# Танджонг Пагар Юнайтед
Танджонг Пагар Юнайтед ФК (англ. Tanjong Pagar United Football Club; кит.: 丹戎巴葛联足球俱乐部) — сінгапурський професійний футбольний клуб. Базується у передмісті Бедок. Заснований 1975 року. 
Виступає в С.Лізі.

## Досягнення
С.Ліга:
- 2-е місце (3): 1997, 1998, 2000

Сінгапурська Прем’єр-ліга:
- Чемпіон (2): 1983, 1987

Кубок Сінгапуру:
- Володар кубка (1): 1998
- Фіналіст (1): 2013